# Antar Zerguelaïne
Antar Zerguelaïne (arabisch عنتر زرق العين, DMG ʿAntar Zarq al-ʿAin; * 4. Januar 1985 in Jijel) ist ein ehemaliger algerischer Leichtathlet, der sich auf den Mittelstreckenlauf spezialisiert hat.

## Sportliche Laufbahn
Erste Erfahrungen bei internationalen Meisterschaften sammelte Antar Zerguelaïne vermutlich im Jahr 2003, als er bei den Juniorenafrikameisterschaften in Garoua in 3:54,0 min den sechsten Platz im 1500-Meter-Lauf belegte. Im Jahr darauf belegte er bei den Juniorenweltmeisterschaften in Grosseto in 3:43,19 min den fünften Platz, ehe er bei den Arabischen Juniorenmeisterschaften in Damaskus in 1:51,7 min und 3:48,47 min jeweils die Goldmedaille über 800 und 1500 Meter gewann. Daraufhin schied er bei den Panarabischen Spielen in Algier mit 1:50,96 min in der Vorrunde im 800-Meter-Lauf aus. Bei den Crosslauf-Weltmeisterschaften 2005 in Saint-Étienne landete er nach 12:22 min auf dem 34. Platz über die Kurzdistanz und kurz darauf gewann er bei den erstmals ausgetragenen Islamic Solidarity Games in Mekka in 3:47,90 min die Bronzemedaille über 1500 Meter hinter seinem Landsmann Tarek Boukensa und Youssef Baba aus Marokko. Anfang Juli belegte er bei den Mittelmeerspielen in Almería in 1:47,92 min den vierten Platz über 800 Meter, ehe er bei den Weltmeisterschaften in Helsinki mit 3:43,02 min in der ersten Runde über 1500 Meter ausschied. Im September gelangte er dann beim IAAF World Athletics Final in Monaco mit 3:36,34 min auf den siebten Platz. Im Jahr darauf wurde er bei den Crosslauf-Weltmeisterschaften in Fukuoka in 11:50 min 77. im Kurzdistanzrennen und 2007 gewann er bei den Afrikaspielen in Algier in 3:39,04 min die Silbermedaille über 1500 Meter hinter dem Kenianer Asbel Kiprop. Anschließend erreichte er bei den Weltmeisterschaften in Osaka das Finale und klassierte sich dort mit 3:35,29 min auf dem sechsten Platz. Im Jahr darauf nahm er an den Olympischen Sommerspielen in Peking teil und schied dort mit 3:40,64 min im Halbfinale über 1500 Meter aus und verzichtete daraufhin auf einen Start über 800 Meter. 2009 siegte er in 3:37,49 min bei den Mittelmeerspielen in Pescara und kam anschließend bei den Weltmeisterschaften in Berlin mit 3:42,37 min nicht über den Vorlauf hinaus. 2012 beendete er dann seine aktive sportliche Karriere im Alter von 27 Jahren.
In den Jahren 2005 und 2009 wurde Zerguelaïne algerischer Meister im 800-Meter-Lauf sowie 2007 und 2010 über 1500 Meter.

## Persönliche Bestzeiten
- 800 Meter: 1:45,81 min, 14. Juni 2008 in Rabat
- 1500 Meter: 3:31,21 min, 28. Juli 2009 in Monaco
  - 1500 Meter (Halle): 3:39,49 min, 3. Februar 2007 in Stuttgart
- 3000 Meter: 7:47,68 min, 18. Juli 2008 in Saint-Denis
  - 3000 Meter (Halle): 7:50,50 min, 26. Februar 2006 in Gent